# Barthélemy Cabirol
Barthélemy Cabirol ou Cabirolt, sculpteur français travaillant à Bordeaux, né à Bordeaux le 6 novembre 1737 et mort dans la même ville le 11 septembre 1786. 

## Biographie
Sculpteur bordelais, il est agréé par l'Académie en décembre 1769 et reçu académicien en 1771. Il est un des douze professeurs de l'école académique de peinture et de sculpture de Bordeaux.
Un contrat d'apprentissage est signé le 4 septembre 1752 pour apprendre l'art de sculpteur chez Jean Laconfourque, maître sculpteur.
Il se marie le 21 mai 1765 avec Marie Lanton, à l'église Saint-Mexans.
Il réalise de nombreuses décorations et boiseries dans les hôtels particuliers de la ville de Bordeaux. En 1781, il travaille au Palais archiépiscopal de Bordeaux, pour le prince de Rohan, aujourd'hui, hôtel de ville de Bordeaux. Il signe le contrat pour la réalisation de la décoration du grand salon au Palais archiépiscopal de Bordeaux. Ces boiseries sont décorées d'épis, de rinceaux, de festons, de couronnes d'une grâce à la fois vigoureuse et délicate, encadrant les panneaux et les glaces, surmontant et recouvrant les portes. En 1785 il travaille pour l'Hôtel de Saint-Marc, cours d'Albret, en 1785. Une partie des décors se trouvent actuellement au Metropolitan Museum of Art, à New Yok. 
À l'hôtel de l'archevêché, il exécute les deux frontons de l'avant-corps central. Celui sur la cour est courbe, décoré par une sculpture représentant la Sagesse évangélique. Cette sculpture a disparu, remplacée par une horloge. Le fronton sur le jardin est triangulaire, décoré d'une sculpture représentant la Libéralité, qui est la seule subsistante.
Le 20 septembre 1772, Pierre Duperrieu reçoit l'acte sous-seing privé par lequel Barthélemy Cabirol s'engage à peindre et dorer le retable d'Hourtin pour 600 livres. Dans ce document, Cabirol est présenté comme un « sculpteur daureur » devant réparer le retable.
Il réalise, entre 1767 et 1769, sous la direction de l'architecte André Mollié, associé avec le sculpteur Martial Cessy, les autels des chapelles Sainte-Anne et Saint-Eutrope de l'église Saint-Vincent, de Barsac, ainsi que les lambris avec le menuisier Combes. En 1771, associé avec le sculpteur Martial Cessy, il a reçu la commande du buffet d'orgue de l'église Saint-Seurin qui est terminé en 1774.

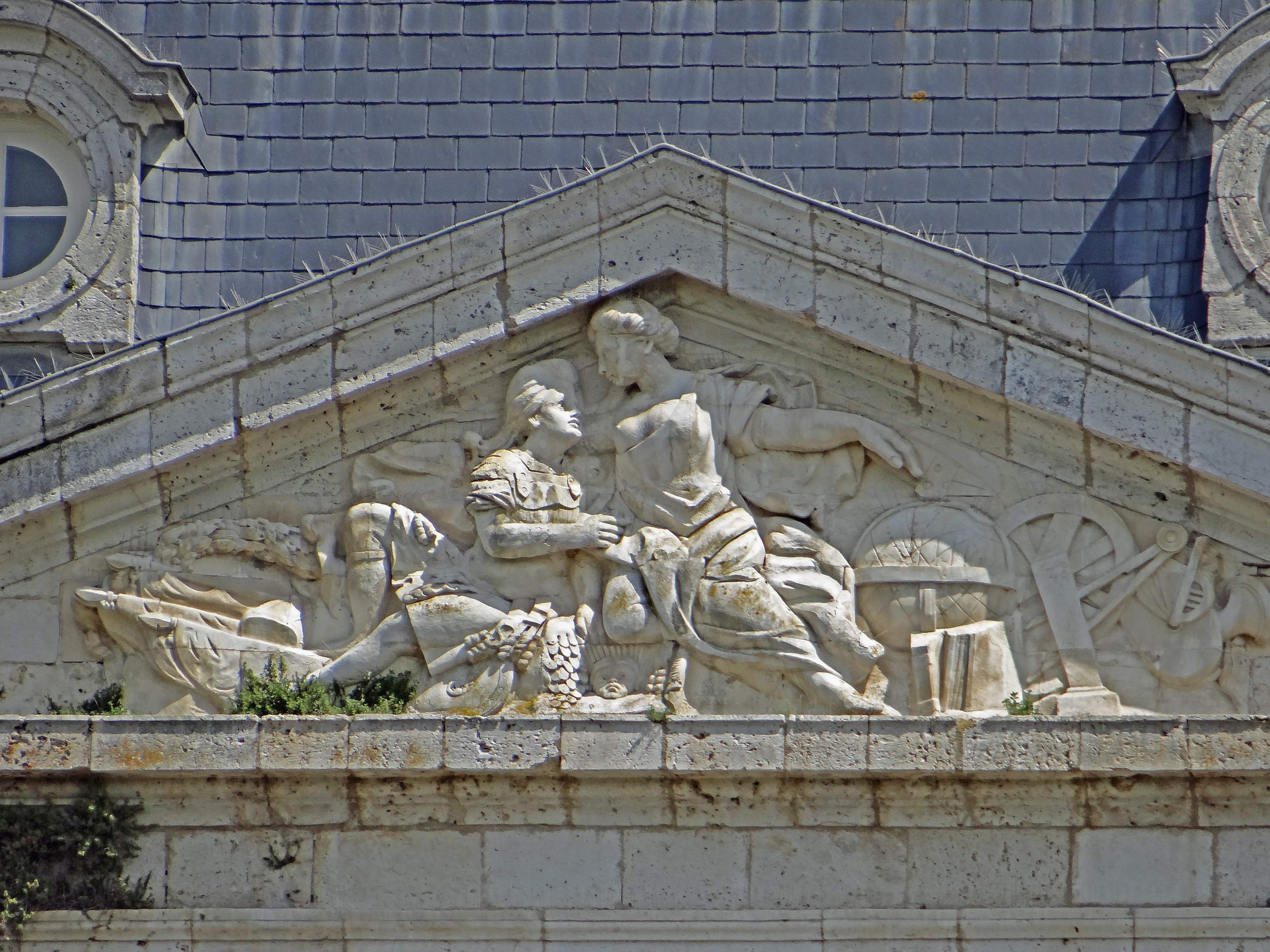
Fronton ouest du château d'Aiguillon

Il réalise en 1776 les sculptures des frontons du château d'Aiguillon.
Le 20 décembre 1782 le sculpteur Cabirol traite avec la fabrique de l'église Saint-Michel de Bordeaux  pour la réalisation d'un chandelier pour un prix de 800 livres, terminé en 1783. Il venait de terminer la sculpture de la porte nord de l'église.
En 1785, il porte le titre de sculpteur de Monseigneur le duc de Chartres.
Il sculpte la chaire de l'église Saint-Rémi qui se trouve actuellement dans la cathédrale Saint-André de Bordeaux.
Il a pour élèves Delanoël et Montreuil.